# Adenodolichos brevipetiolatus
Adenodolichos brevipetiolatus är en ärtväxtart som beskrevs av Rudolf Wilczek. Adenodolichos brevipetiolatus ingår i släktet Adenodolichos och familjen ärtväxter. Inga underarter finns listade i Catalogue of Life.